# Rosemary Rogers
Pour les articles homonymes, voir Rogers.
Œuvres principales
Amour tendre, amour sauvage
Rosemary Rogers (née le 7 décembre 1932 et morte le 12 novembre 2019) est un écrivain américain de romances. Elle est l'auteur d'une série de best-sellers classés sur la liste du New York Times. Son premier roman, Amour tendre, amour sauvage (« Sweet Savage Love »), est publié en 1974. Aux États-Unis, elle est le deuxième auteur de romans sentimentaux, après Kathleen Woodiwiss, dont les livres ont été publiés directement en livre de poche. Rogers est surnommée la « reine de la romance historique » car elle est considérée comme étant l'une des fondatrices du genre, avec Woodiwiss et Bertrice Small. Beaucoup d'écrivains actuels de romances la citent régulièrement parmi les auteurs qui les ont le plus influencés,. 

## Biographie
Rosemary Jansz est née le 7 décembre 1932 à Panadura, dans l'ancienne île de Ceylan, désormais connue sous le nom de Sri Lanka. Divorcée de Summa Navaratnam, elle a épousé un Américain, Leroy Rogers et ils sont partis vivre aux États-Unis.
Quelques années plus tard, à nouveau divorcée, elle se lance dans l'écriture. Pendant un an, elle travaille sur son manuscrit en le réécrivant 24 fois. Lorsqu'elle est enfin satisfaite de son travail, elle l'expédie aux éditions Avon, qui acceptent rapidement de le publier. Ce roman, Amour tendre, amour sauvage, grimpe au sommet du classement des best-sellers de l'année et sa suite, Insolente passion s'arrache à deux millions d'exemplaires dans les trois premiers mois suivant sa parution. Ses trois premiers romans s'écoulent à environ 10 millions d'exemplaires. Tandis que le quatrième, Le désir et la haine s'impose en tête des ventes dès le premier mois de sa parution avec 3 millions d'exemplaires.
Contrairement aux autres romances historiques, le style « Sweet/Savage Romance », nom donné en référence au titre original du premier roman de Rosemary Rogers, dont elle est la chef de file, se caractérise par des scènes d'amour passionnées, de la violence (comme le viol de l'héroïne, parfois par le héros lui-même), des contrées exotiques, des héroïnes belles et indépendantes et des héros sombres et dominateurs. Dans la plupart des intrigues, un ou les deux protagonistes suivent un chemin parsemé d'embûches, passant de la richesse à la pauvreté et inversement. Contrairement aux personnages féminins des romances de Kathleen E. Woodiwiss, Johanna Lindsey et Shirlee Busbee de la même époque, une héroïne « Sweet/Savage » n'avait pas de relation exclusive avec le héros et n'hésitait pas à avoir des relations sexuelles avec d'autres hommes.
Dans les années 1980, ce style étant tombé en désuétude, Rosemary Rogers a éliminé la violence morale et physique faite aux femmes dans ses romans ultérieurs.

## Œuvre

### Série Légende des Morgan-Challenger
1. Amour tendre, amour sauvage, Trévise, 1975 ((en) Sweet Savage Love, 1974)
2. Insolente passion, Trévise, 1978 ((en) Dark Fires, 1975)
3. Le désir et la haine, Trévise, 1978 ((en) Wicked Loving Lies, 1976)
4. Le grand amour de Virginia, Trévise, 1982 ((en) Lost Love, Last Love, 1980)
5. Esclave du désir, J'ai lu, coll. « Aventures et Passions », 1993 ((en) Bound by Desire, 1988)
6. (en) Savage Desire, 2000Inédit en France

### Série Logan - Campbell
1. La Belle du Mississippi, Harlequin, coll. « Mosaïc », 2012 ((en) An Honorable Man, 2002)
2. Retour dans le Mississippi, Harlequin, coll. « Mosaïc », 2013 ((en) Return to Me, 2003)

### Série Voyage au cœur de la Russie
- Un palais sous la neige, Harlequin, coll. « Best-Sellers », 2009 ((en) Scandalous Deception, 2008)
- L'intrigante, Harlequin, coll. « Best-Sellers », 2010 ((en) Bound by Love, 2009)
- Une passion russe, Harlequin, coll. « Mosaïc », 2011 ((en) Scoundrel's Honor, 2010)

### Diverses romances historiques
- Le métis, Trévise, 1979 ((en) Wildest Heart, 1974)
- La femme impudique, J'ai lu, coll. « Aventures et Passions », 1998 ((en) The Wanton, 1985)
- Princesse ou gitane, J'ai lu, coll. « Aventures et Passions », 1997 ((en) Tea Planter's Bride, 1995)
- Baiser volé, J'ai lu, coll. « Aventures et Passions », 1999 ((en) Dangerous Man, 1996)
- La dame de minuit, J'ai lu, coll. « Aventures et Passions », 2000 ((en) Midnight Lady, 1997)
- Sous bonne escorte, J'ai lu, coll. « Aventures et Passions », 2000 ((en) All I Desire, 1998)
- Un séducteur diabolique, J'ai lu, coll. « Aventures et Passions », 2001 ((en) In Your Arms, 1999)
- L'éventail, Harlequin, coll. « Grands romans historiques », 2003 ((en) A Reckless Encounter, 2001)Réédité sous les titres Le masque et l'éventail chez Harlequin, coll. « Jade » en 2005 et La vengeance d'une lady chez Harlequin, coll. « Jade » en 2011
- La maîtresse du Rajah, Harlequin, coll. « Best-Sellers », 2008 ((en) Jewel of My Heart, 2004)
- Lady Sapphire, Harlequin, coll. « Best-Sellers », 2008 ((en) Sapphire, 2005)
- Nuits de satin, Harlequin, coll. « Best-Sellers », 2008 ((en) A Daring Passion, 2007)
- (en) Bride for a Night, 2011Inédit en France

### Diverses romances contemporaines
- Le feu et la glace, Trévise, 1979 ((en) The Crowd Pleasers, 1978)
- Les insatiables, J'ai lu, 1982 ((en) The Insiders, 1979)
- Jeux d'amour, J'ai lu, 1997 ((en) Love Play, 1981)
- Au vent des passions, J'ai lu, 1984 ((en) Surrender to Love, 1982)Réédité sous le titre Les nuits de Ceylan chez Harlequin, coll. « Mosaïc »